# Motoseiganji-dōri
Le Motoseiganji-dōri (元誓願寺通, Motoseiganji-dōri) est une voie du centre-nord de Kyoto, dans l'arrondissement de Kamigyō. Orientée est-ouest, elle débute au Shinmachi-dōri (ja) et termine au Shichihonmatsu-dōri (ja). 

## Description

### Situation
Le Motoseiganji-dōri est une rue de l'arrondissement de Kamigyō, dans le centre-nord de la ville, traversant les quartiers de Tokudaijiden-chō (徳大寺殿町)[réf. nécessaire], Motozushi-chō (元図子町)[réf. nécessaire], Utsuboya-chō (靭屋町)[réf. nécessaire], Hariya-chō (針屋町)[réf. nécessaire], Higashi-chō (東町)[réf. nécessaire], Higashiima-chō (東今町)[réf. nécessaire], Kashira-chō (頭町)[réf. nécessaire], Nakano-chō (仲之町), Nishi-chō (西町)[réf. nécessaire], Tomikōji-chō (富小路町)[réf. nécessaire], Minamimonzen-chō (南門前町)[réf. nécessaire], Teraima-chō (寺今町), Yakushi-chō (薬師町)[réf. nécessaire], Kitanogomon-chō (北之御門町)[réf. nécessaire], Motomyōrenji-chō (元妙蓮寺町)[réf. nécessaire], Motonakano-chō (元中之町)[réf. nécessaire], Imadegawa-chō (今出川町), Kōdō-chō (革堂町)[réf. nécessaire], Moto-yonchōme (元四丁目)[réf. nécessaire], Matsuya-chō (松屋町)[réf. nécessaire], Tamaya-chō (玉屋町)[réf. nécessaire], Daimonji-chō (大文字町) et de Motokan'on-chō (元観音町). Elle suit le Sasayachō-dōri (笹屋町通), le Yokoshinmei-dōri (横神明通) et le Mushanokōji-dōri (武者小路通) et précède le Nakasuji-dōri (中筋通) et l'Imadegawa-dōri (今出川通). Elle va de Shinmachi à l'est à Shichihonmatsu à l'ouest et se situe dans le Nishijin (西陣), secteur historique de l'industrie textile à Kyoto. Sa suite directe est l'Imakōji-dōri (今小路通), qui reprend son ancien nom. 
La rue mesure quelque 1 500 mètres,. La circulation se fait en sens unique de l'est vers l'ouest, à l'exception de la portion entre Ogawa et Higashihorikawa, où la circulation se fait d'ouest en est.

### Voies rencontrées
De l'est vers l'ouest. Les voies rencontrées de la droite sont mentionnées par (d), tandis que celles rencontrées de la gauche, par (g). 
1. Shinmachi-dōri (ja) (新町通)
2. Ogawa-dōri (小川通)
3. Aburanokōji-dōri (ja) (油小路通)
4. Higashihorikawa-dōri (en) (東堀川通)
5. Horikawa-dōri (en) (堀川通)
6. (g) Yoshiyamachi-dōri (葭屋町通)
7. (g) Inokuma-dōri (ja) (猪熊通)
8. (g) Kuromon-dōri (黒門通)
9. Ōmiya-dōri (en) (大宮通)
10. Chiekōin-dōri (智恵光院通)
11. Jōfukuji-dōri (浄福寺通)
12. Senbon-dōri (en) (千本通)
13. Rokkenmachi-dōri (六軒町通)
14. Shichihonmatsu-dōri (ja) (七本松通)

- Sources : (ja) Université Ritsumeikan Asia Pacific (en), « 近代京都オーバーレイマップ », sur Art Research Center,‎ 2022 (consulté le 16 décembre 2022).

### Transports en commun
La rue n'est pas desservie par les sociétés municipales de transport en commun.

## Odonymie

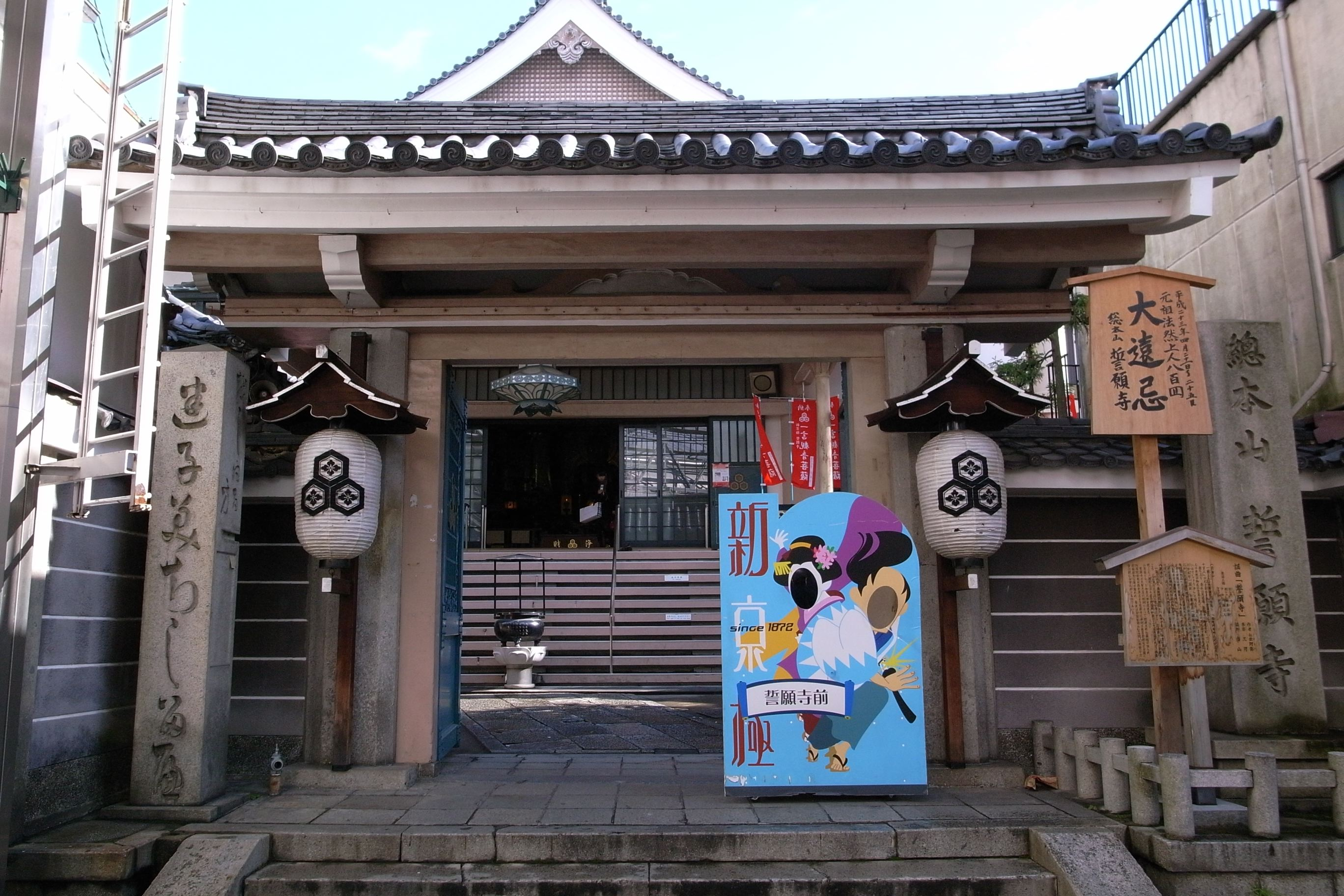
L'actuel Seigan-ji.

Le nom vient du Seigan-ji (ja) (誓願寺), temple bouddhiste Jōdo de l'école Seizan Fukakusa (ja) (西山深草派), dérivée de l'école Seizan Jōdo (ja) (西山浄土宗) et originellement basée à Fukakusa (ja), dans le sud de la ville actuelle de Kyoto. 
Le temple est établi durant l'époque de Nara, puis après plusieurs incendies, déménage dans le quartier Nishijin, proche de l'actuelle rue Ogawa. La rue qui sert le temple adopte alors le nom du temple à l'occasion de l'établissement de la capitale impériale.
Lors du réaménagement de la ville impériale par Toyotomi Hideyoshi au XVIe siècle, le Seiganji déménage dans le centre-ville au Shinkyōgoku-dōri (新京極通). Le caractère « moto » (元), signifiant ancien est alors placé devant le nom, pour signifier que le temple était auparavant sur cette rue,,.

## Histoire
La rue s'appelle à l'origine l'Imakōji (今小路), et dessert le quartier du tissu de Nishijin (西陣の織町, Nishijin no Orimachi). On y trouvait alors plusieurs marchands et tisserands.

## Patrimoine et lieux d'intérêt

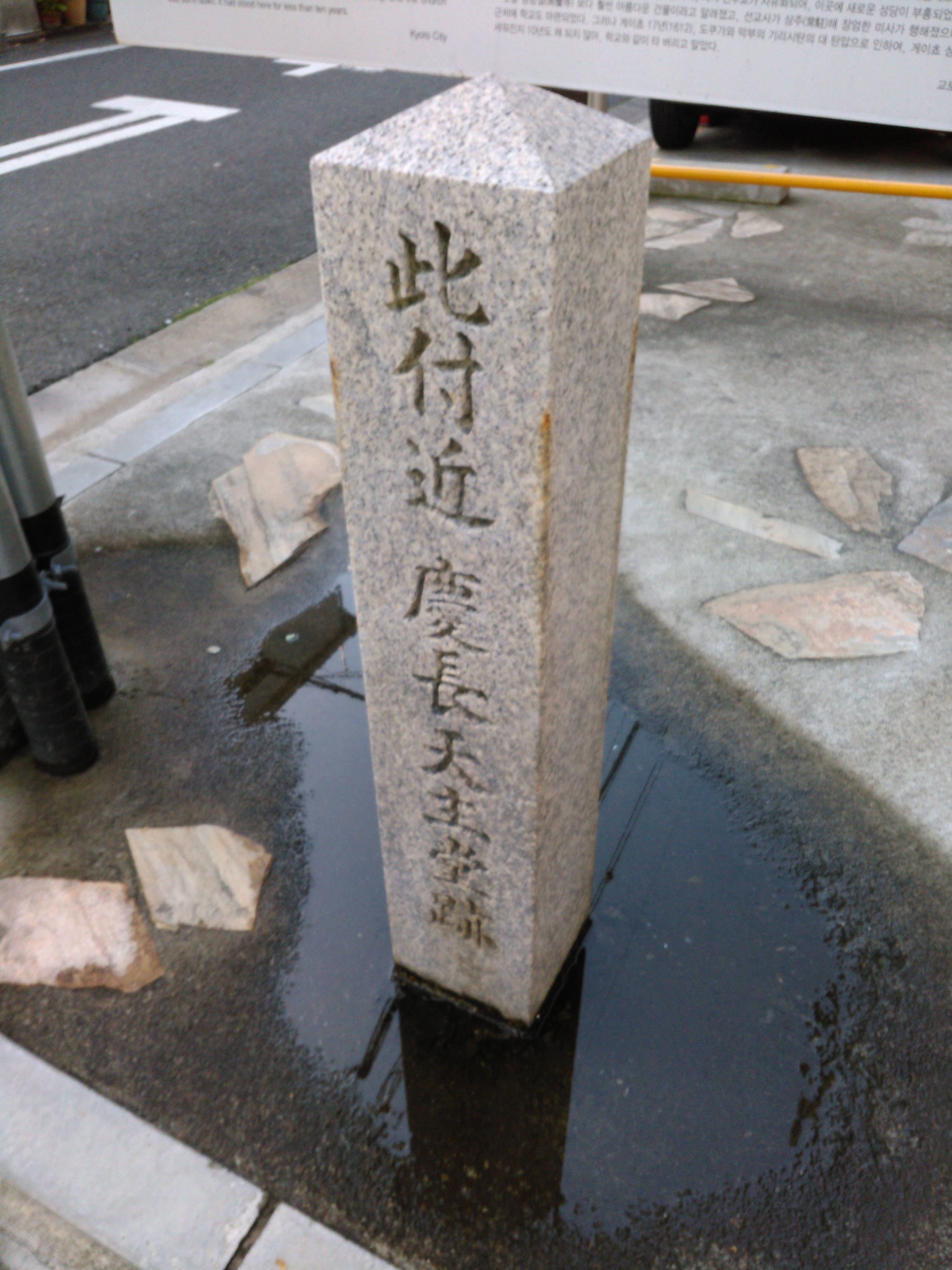
Ruines de la vieille église.

On y trouve de nombreuses maisons de ville traditionnelles et d'anciens boutiques de marchands, qui ont depuis été converties en cafés ou en galeries d'art,. Certaines fabriques du milieu de l'habillement encore en activité incluent Bridal House Oe (ブライダルハウス「オエ」), Ichinose Kobei (一瀬小兵衛), spécialisé dans les accessoires à cheveu pour la cérémonie du thé, Kawagoe Hisayoshi Shōten (川越久吉商店), négociant de kimonos, Hakuya Noguchi (箔屋野口), spécialisée dans la broderie à la feuille d'or depuis 1877, Harita Shōten (張田商店), ouvert depuis 1931 et spécialisé dans la vente de hakama pour les prêtres shinto, Nagashimasei Orimono (長嶋成織物), fabricant de tissus pour les obis depuis 1948, l'atelier de tissage Denberaya (でんべら屋), ou encore Hasegawa (長谷川), vendeur grossiste de tissus pour les obis.
Elle compte plusieurs bâtiments inscrits au registre local des bâtiments historiques (歴史的意匠建造物), comme la maison Matsuo (松尾邸), la maison Kawai (河合邸) et les maisons des boutiques Ichinose Kobei et Kawagoe Hisayoshi. 
Près de Kuromon se dresse le temple bouddhiste Jōdo Kōtoku-ji (興徳寺). La galerie d'art de la culture locale et du festival Senryōgatsuji (千両ヶ辻) nommée Misuta (三栖太) est ouverte au coin avec Ōmiya. Des balises ont été installées sur la rue pour marquer les ruines de la résidence du peintre Kanō Motonobu, ainsi que l'église construite au XVIe siècle, une des premières au Japon, incendiée par Hideyoshi, puis par Tokugawa Ieyasu,. À la hauteur de Horikawa, la rue traverse un pont pour passer un canal, le pont Motoseiganji (元誓願寺橋, Motoseiganjibashi).